# Alburnus mento
Alburnus mento е вид лъчеперка от семейство Шаранови (Cyprinidae). Видът е незастрашен от изчезване.

## Разпространение
Разпространен е в Австрия и Германия.

## Описание
На дължина достигат до 40 cm.